# Hylaeus mahafaly
Hylaeus mahafaly är en biart som beskrevs av Hensen 1987. Hylaeus mahafaly ingår i släktet citronbin, och familjen korttungebin. Inga underarter finns listade i Catalogue of Life.